# جون هارفي (لاعب دوري الرغبي)
جون هارفي (بالإنجليزية: John Harvey)‏ هو لاعب دوري الرغبي أسترالي، ولد في 19 أبريل 1955 في Manly, New South Wales ‏ في أستراليا.